# Pierre-François Lacenaire

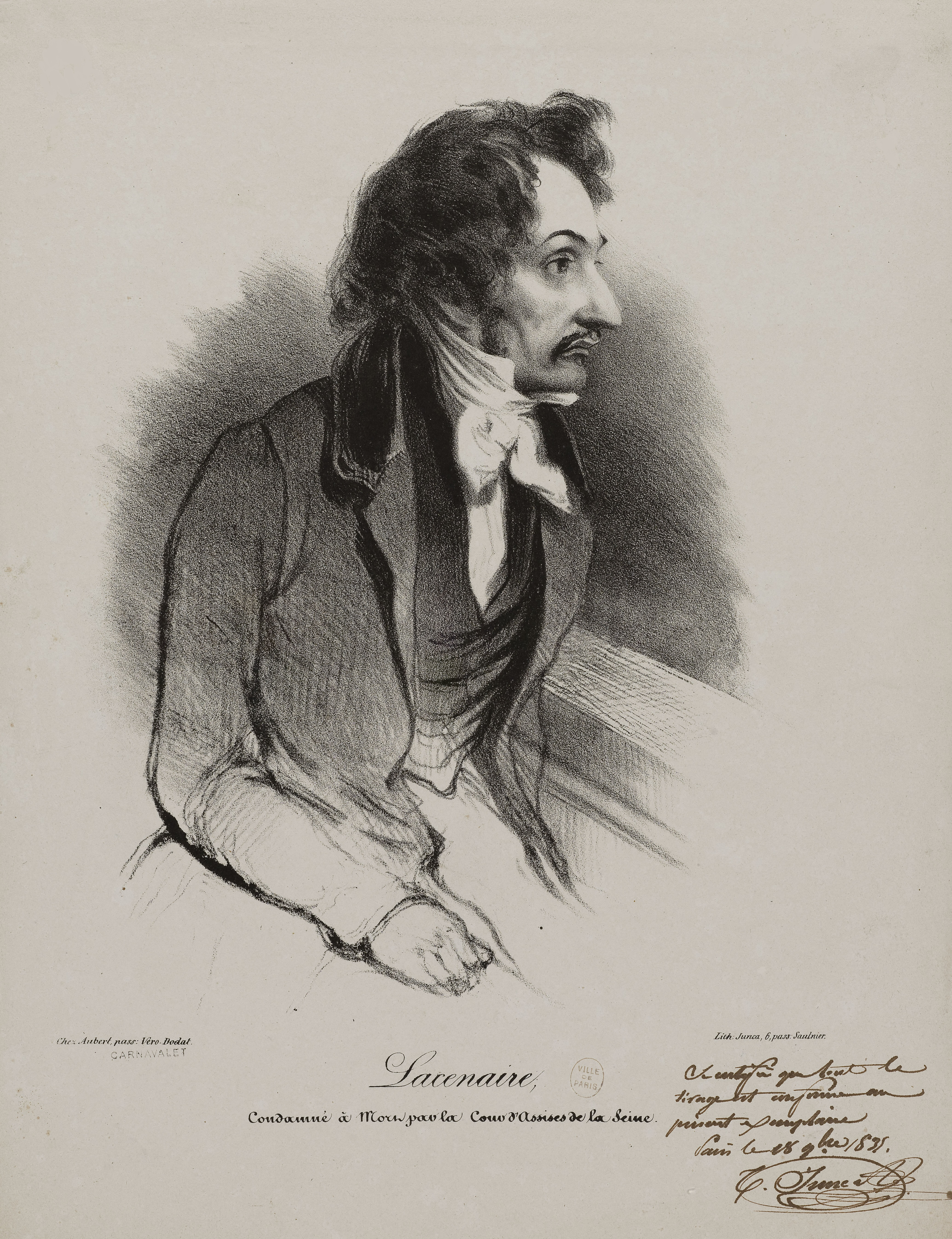
Pierre-François Lacenaire

Pierre-François Lacenaire (* 20. Dezember 1803 in Lyon; † 9. Januar 1836 hingerichtet in Paris) war ein berühmter französischer Dichter, Verbrecher und Mörder.

## Leben
Lacenaire rebellierte schon in jungen Jahren gegen das Bürgertum, dem er entstammte, er wurde vom Besuch des Jesuiten-Kollegs ausgeschlossen, zog in seinen Schriften gegen die Kirche, das Militär und die Gesellschaft zu Felde und wurde schließlich ins Gefängnis eingeliefert, das er als „Hochschule der Kriminalität“ betrachtete. Dort lernte er zwei Verbrecher kennen, Victor Avril und François Martin, mit denen zusammen seine Karriere als Gewaltverbrecher begann. Motiviert waren seine Verbrechen aus Gerechtigkeitsempfinden und der Verzweiflung an der Verderbtheit seiner Zeit. Seine Mordanschläge führte er mit Hingabe aus, als habe er eine Pflicht der Gesellschaft gegenüber zu erfüllen, bis er wieder inhaftiert wurde.
Während der Zeit im Gefängnis las er die französischen Klassiker, schrieb Gedichte und empfing die Vertreter der Presse. Er korrespondierte mit Literaten und seinen Anhängern und erlaubte Wissenschaftlern, seinen Schädel zu vermessen und eine Maske von seinem Gesicht abzunehmen. Lacenaire schrieb seine Memoiren in der Zeit zwischen seiner Verurteilung zum Tod im November 1835 und seiner Hinrichtung im Januar 1836. Er schildert in seinen Erinnerungen den Lesern die Motive zu seinen Mordtaten, und er prangerte den Egoismus der Menschen und die Heuchelei und Verlogenheit der höfischen Gesellschaft seiner Zeit an, die ihn zum Verbrechen getrieben habe.

## Rezeption
Baudelaire nannte Lacenaire „einen Helden des modernen Lebens“. 
Théophile Gautier schrieb ein Gedicht über seine Hand.
Victor Hugo erwähnte in Die Elenden, VI., 61–62 den Fall mit den Zeilen „Tiefer noch als Marat, tiefer als Babeuf liegt die unterste Höhle, aus der Lacenaire hervorsteigt“. Dostojewski erwähnt ihn in „Der Idiot“ im dritten Teil des siebenten Kapitels im Gespräch zwischen Pawlowitsch und dem Fürsten mit den Worten: „Aber nehmen Sie sich vor diesen einheimischen Lacenaires in acht!“ Pierre-François Lacenaire (gespielt von Marcel Herrand) wurde in dem Kinofilm Kinder des Olymp als „Dieb aus Not und Mörder aus Passion“ porträtiert. Heinz von Cramer ist Autor und Regisseur des Hörspiels „Lacenaire oder die Schurkenehre“ (Bayerischer Rundfunk, 1991).

## Schriften (Ausgaben)
- Mémoires, révélations et poésies de Lacenaire, écrits par lui-même à la Conciergerie. 2 Bände. Paris 1836,.
- Mémoires de Lacenaire, avec ses poèmes et ses lettres. Èd. établie et présentée par Monique Lebailly., Éditions Albin Michel, 1968.
- Mémoires, Éditions du Boucher 2002, ISBN 2-84824-018-0.

Deutsche Ausgabe
- Memoiren eines Spitzbuben. Berlin 1982.